# Kijewskaja (stacja metra na linii Arbatsko-Pokrowskaja)
Kijewskaja (ros. Киевская – Kijowska) – stacja moskiewskiego metra linii Arbacko-Pokrowskiej (kod 042). Na stacji istnieje możliwość przejścia na stację Kijewskaja linii okrężnej (z którą dzieli westybul) i na stację o tej samej nazwie linii Filowskiej. Nazwa pochodzi od dworca Kijowskiego. Przez pół wieku pełniła funkcję stacji końcowej linii. Wyjścia prowadzą na ulice Kijewskaja, projezd 2. Brjanskij, plac Eurazji i dworzec Kijowski.

## Konstrukcja i wystrój
Jednopoziomowa stacja typu pylonowego z trzema komorami i jednym peronem. Kolumny obłożono marmurem i pieczołowicie ozdobiono płytkami ceramicznymi z ukraińskim wzorem. Pylony od strony torów ozdobiono freskami przedstawiającymi kwiaty, a w środkowej nawie licznymi freskami przedstawiającymi szczęśliwe życie na Ukrainie. Ściany nad torami pokryto białym i szarym marmurem, a podłogi szarym granitem. Koniec centralnej nawy ozdabia mozaika upamiętniająca 300-lecie unii między Ukrainą i Rosją. We wspólnym westybulu znajduje się mozaika przedstawiająca pracę Ukraińców.

## Galeria

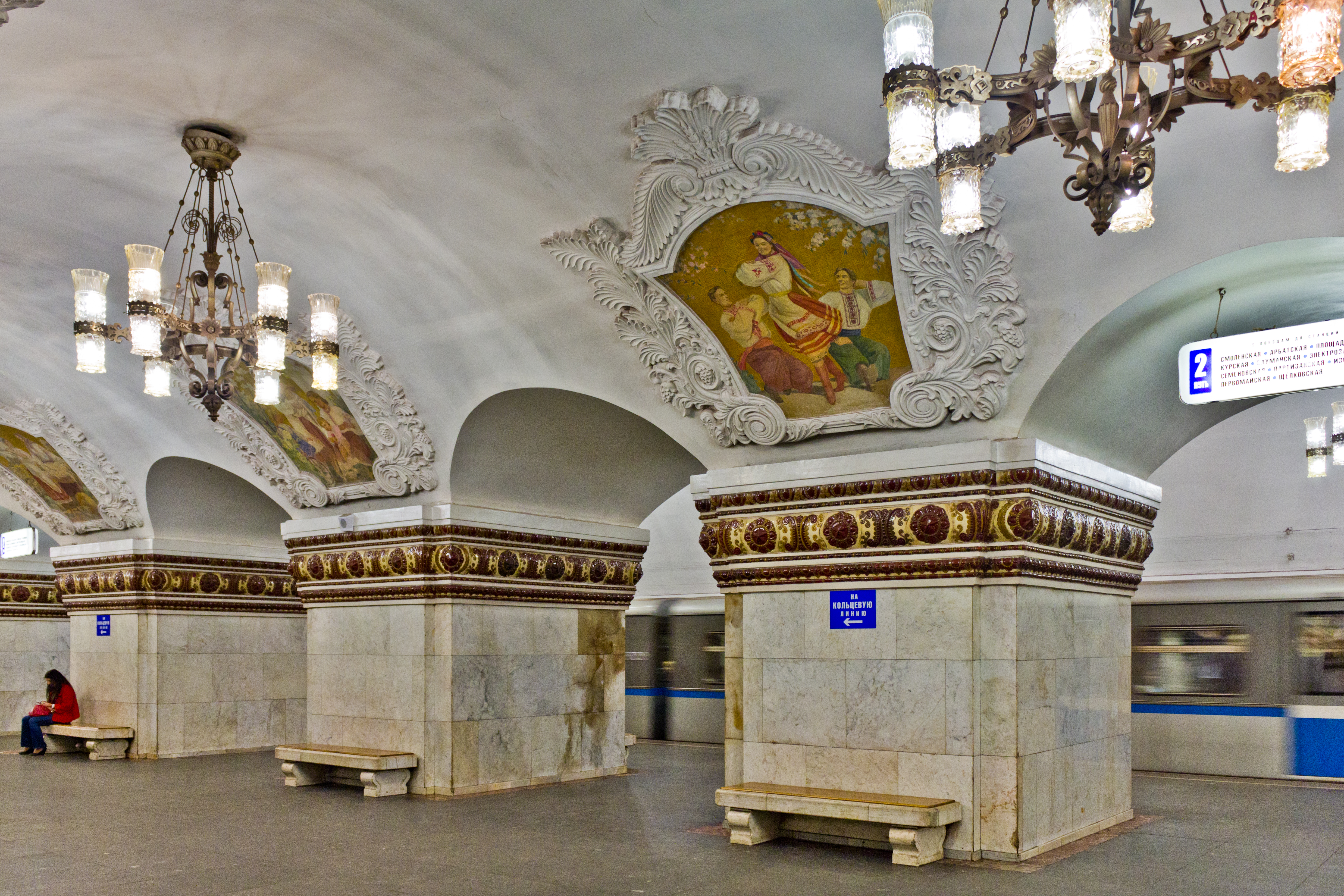
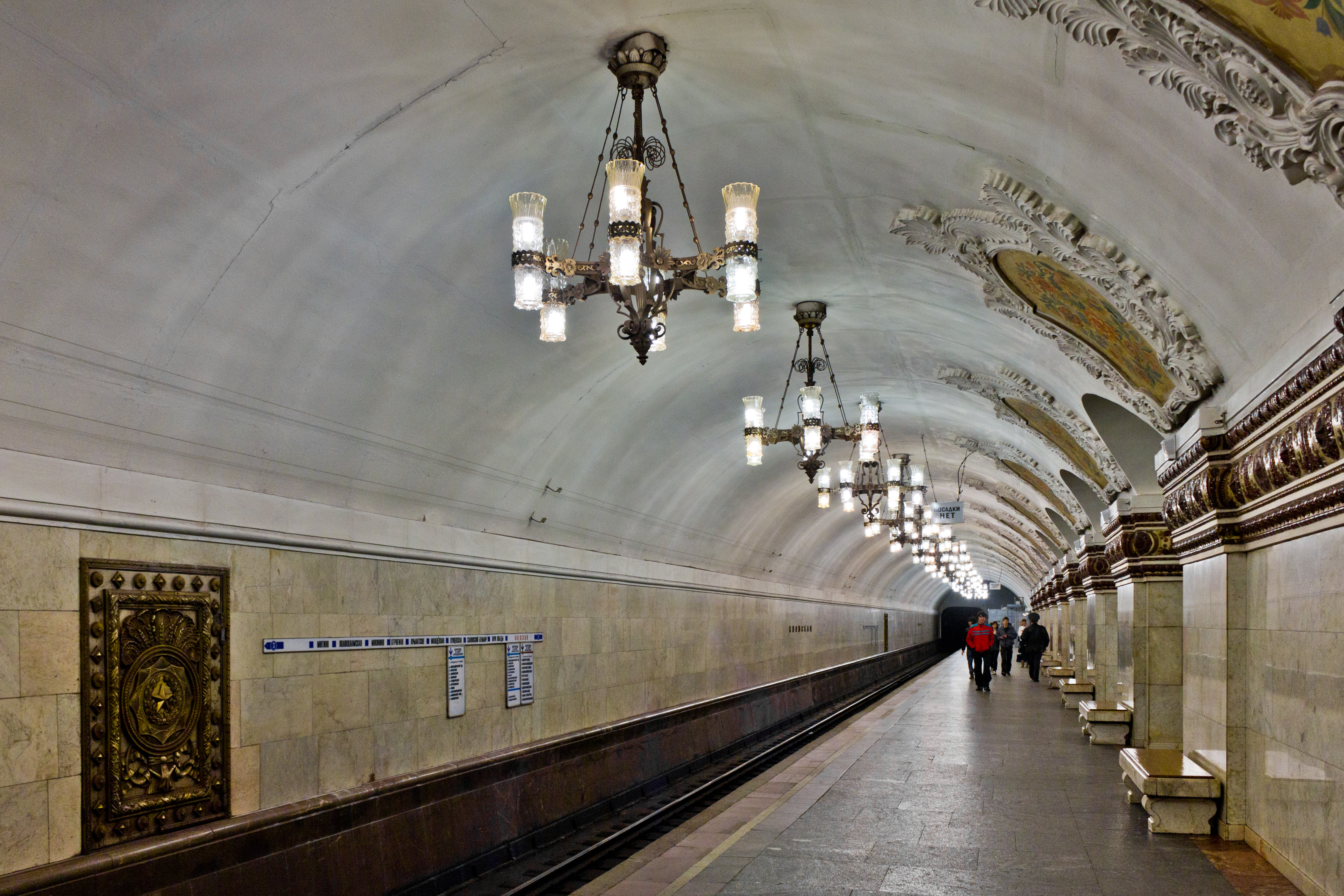
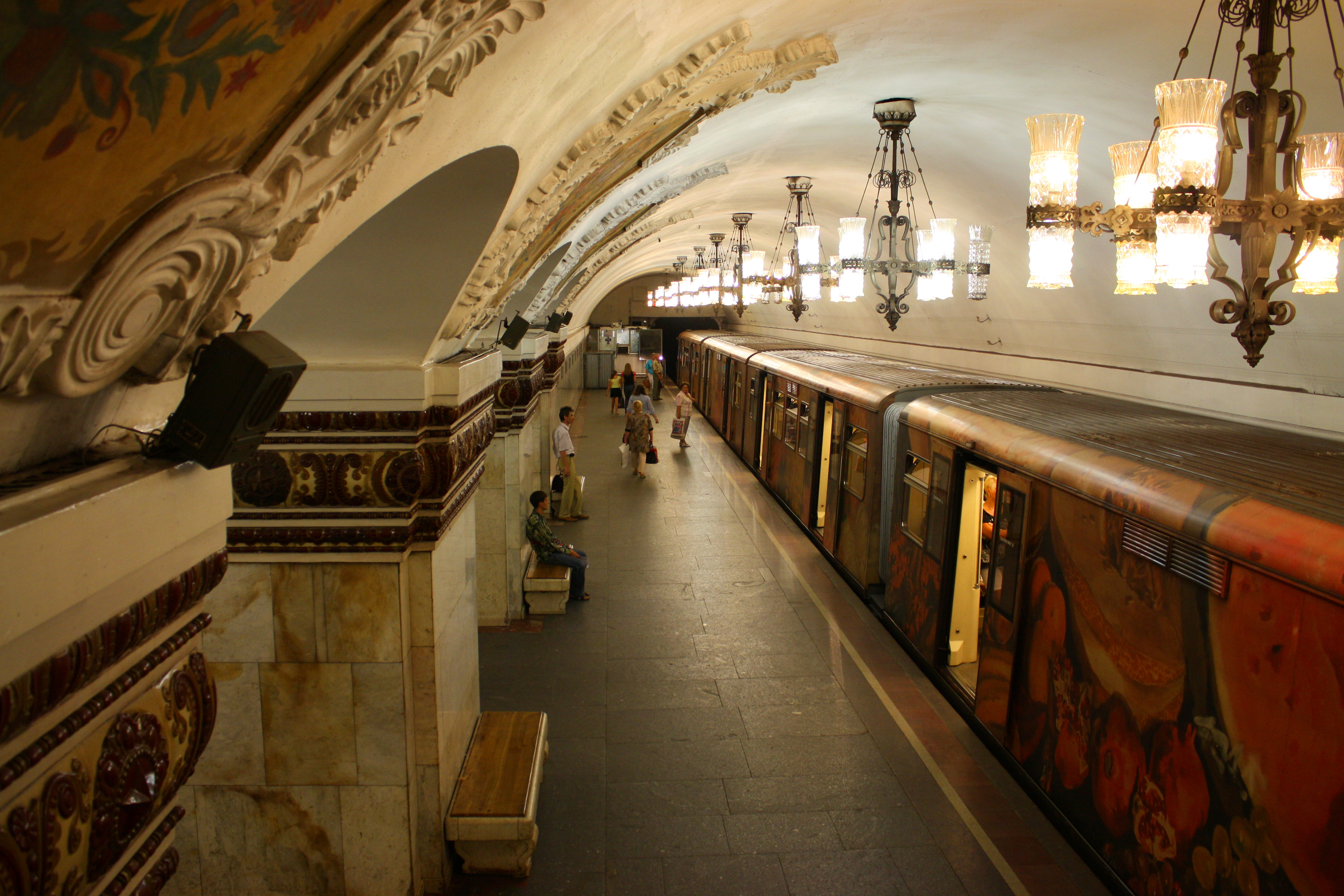
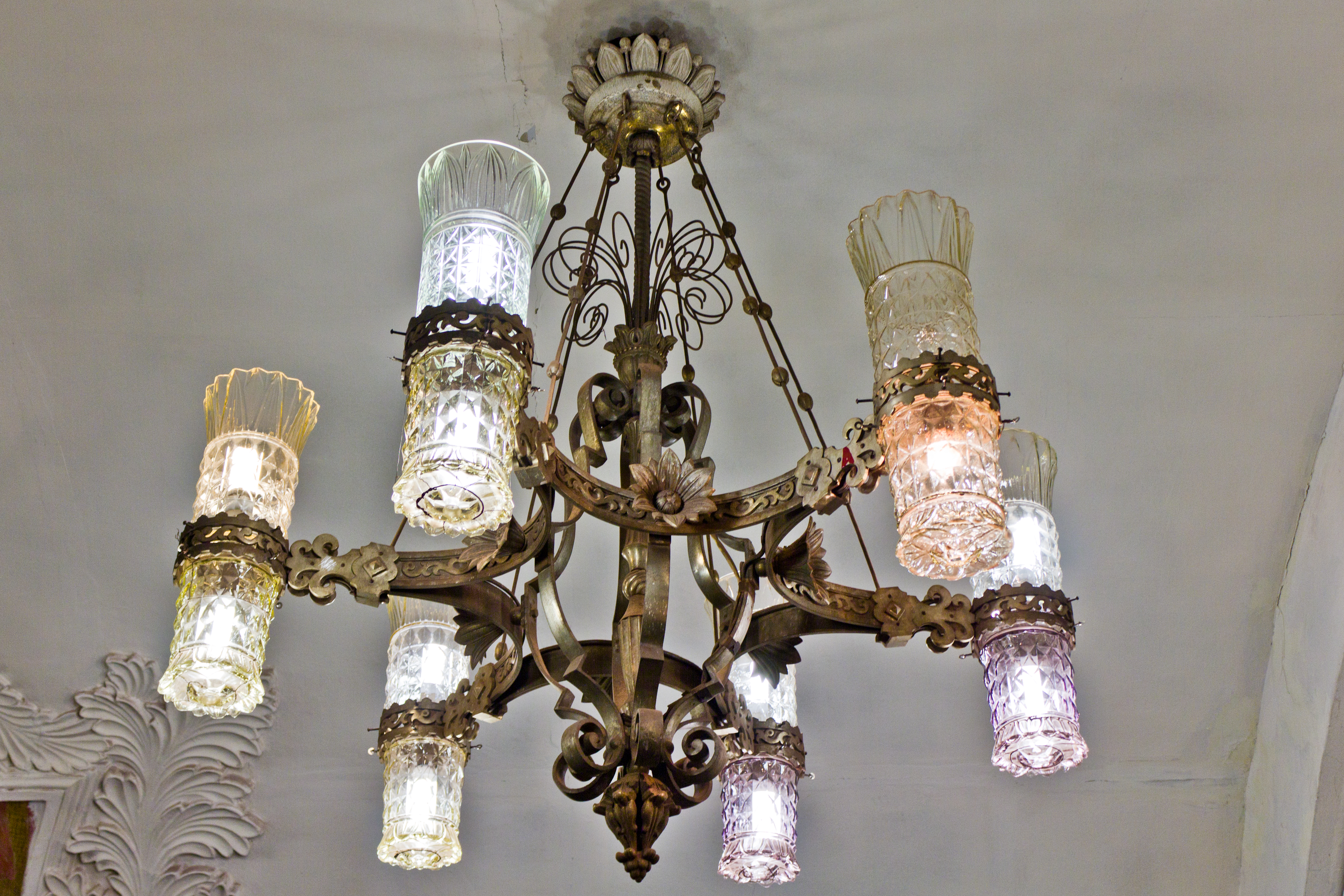